# Улани

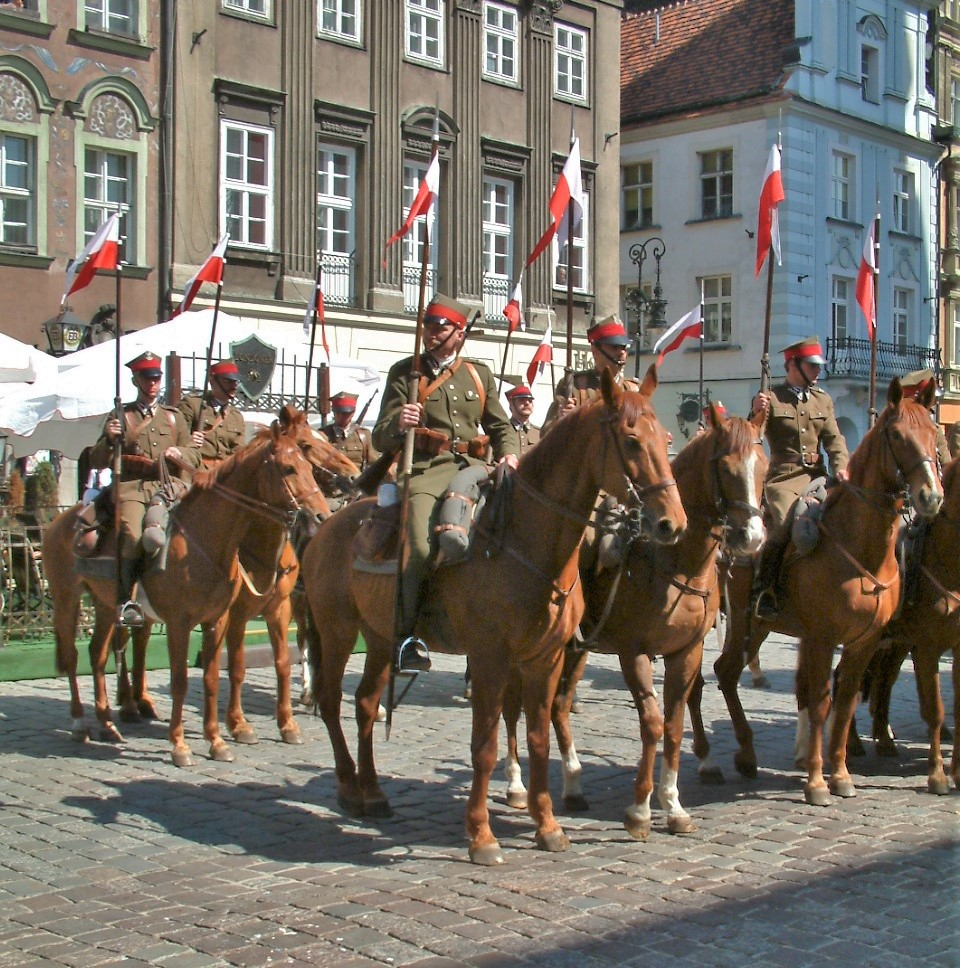
Польські улани

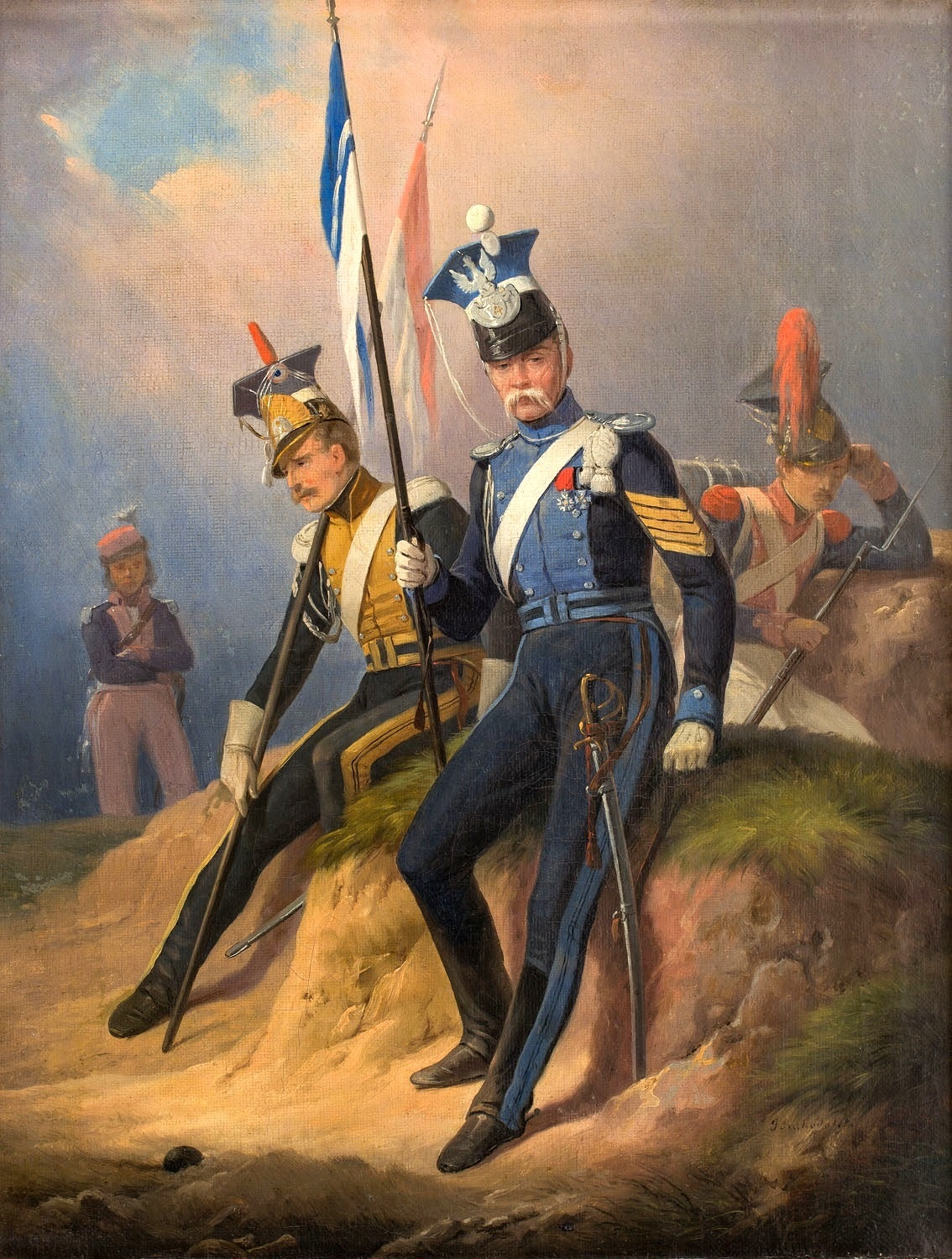
Улани Варшавського герцогства

Улани (пол. ułan від тур. oğlan) — вид легкої кавалерії, озброєнної крім шабель, піками. Вперше улани з'явились в війську Улусу Джучі в XIII–XIV ст. (звідси й версія, що спочатку уланами називали кінноту, організовану за племінною ознакою, «тих, хто належить до певного племені»), а в європейських арміях (спочатку у Речі Посполитій) — з XVI ст.
Польсько-литовські улані стали зразком для багатьох кавалерій загального призначення по всій Європі у XVIII–початку XIX століття, оскільки використання традиційної важкої кінноти занепадало. Цю назву вживали полки кавалерії з піками російської, прусської, саксонської, австрійської та інших арміях. Улани зазвичай носили куртку з квітчастими краваткою (пластроном) спереду, кушак, і польський капелюх з квадратним верхом (rogatywka, яку також називали czapka). Дизайн цього капелюха або кавалерійського шолому походив від вигляду традиційної польської шапки (див. Конфедератка), переробленої у більш офіційний та стилізований для військового використання бік. На кінці їхніх пік зазвичай були невеликі прапорці з роздвоєнням або звуженням на кінці.

## Російська імперія
В Росії перший полк уланів був сформований в 1803; в 1914 р. в російській армії їх було вже 19. Існували до 1917 р.
В 1882 р. уланські полки, крім двох гвардійських, перетворені в драгунські.
В гвардії було два гвардійських уланських полки:
1. Лейб-гвардії Уланський її Величності Государині імператриці Олександри Федорівни полк;
2. Лейб гвардії Уланський Його Величності полк.

## Франція
Улани у Франції традиційно називаються лансьєрами.

## Британська імперія та Британія
Кавалерійські полки Британської імперії під назвою Royal Lancers (Королівські лансьєри, від англ. lance — піка) традиційно українською мовою перекладають як Королівські улани.
Після Другої англо-бурської війни британська кіннота була позбавлена піки як зброї, хоч і використовувала її на парадах. Піка як зброя активного призначення поверталась в уланські частини у 1909—1928 рр.
Наприкінці 1930-х років полки британських уланів були механізовані.
З 2015 року Королівські улани є танковим розвідувальним полком, що входить до 1 -ї бронетанкової піхотної бригади Британської армії. Королівські улани позіціонують себе як бронетанкова кавалерія, що спеціалізується на розвідці.